# Polysteganus mascarenensis
Polysteganus mascarenensis is een straalvinnige vissensoort uit de familie van de zeebrasems (Sparidae). De wetenschappelijke naam van de soort is voor het eerst geldig gepubliceerd in 2011 door Iwatsuki & Heemstra.